# 菲比·費洛
菲比·費洛，O.B.E.（英語：Phoebe Philo，1973年1月1日—），是英国时装设计师，著名法國女性時裝店思琳（Céline）品牌的創意總監（2008年-2018年）。
1997年，她加入法國品牌蔻依（Chloé)成為史黛拉·麥卡尼的設計助理，並在2001年至2006年間，擔任創意總監。2008年，LVMH邀请她出任思琳的創意總監。十年間，費洛重新為這個老品牌注入活力，成功使思琳成為最受歡迎的時尚品牌之一。其中她為思琳設計了多款大熱皮革手袋，包括「囧臉包」（Luggage）。
極簡主義风格是她的設計特點。被外界評為其中一位最了解女人的設計師。她对時尚界的影响令她被时代杂志评为2014年影响最大的100人之一。

## 早年生活
費洛出生於巴黎，父母是在巴黎工作的英國人。 她的父親理查德是測量師，母親西莉亞是一位藝術品經銷商和圖形藝術家，曾協助創作大衛·鮑伊的Aladdin Sane專輯封面。 她兩歲時全家返回英國，並在倫敦哈羅長大。 1987年，年僅14歲的她從父母那裡收到一台縫紉機作為生日禮物後，開始定製衣服。
她於1996年畢業於倫敦的中央聖馬丁藝術與設計學院。畢業後， 她很快加入Chloé，成為Stella McCartney在巴黎的成衣系列的第一助手。

## 職業生涯
費洛於1997年開始在蔻依工作，擔任史黛拉·麥卡尼的設計助手，並於2001年接替她擔任創意總監。
費洛於2006年離開蔻依。 在这段休养期間，她搬回倫敦與家人同住並生了第二個孩子。 2008年，LVMH為她提供了法國思琳的創意總監兼董事會成員的工作，在那裡她為公司設立了工作室，並繼續在倫敦工作並在巴黎展示作品。 次年，她展示了首个成衣系列，得到了许多好评。
在思琳工作了10年之後，2017年，費洛宣布在2018秋冬系列之後卸任思琳的創意總監。 她尚未宣布未來的計劃。

## 趣事
Phoebe Philo任職Céline時，於時裝展的謝幕中常常穿著adidas的Stan Smith，部分粉絲亦因此而跟著她買了一對同款式的鞋。